# Discografia de 2NE1
2NE1 foi um grupo sul-coreano que assinou contrato com a YG Entertainment. A discografia do grupo é composta por quatro álbuns de estúdio, três EPs e vinte e três singles. CL, Bom, Dara e Minzy compuseram o quarteto durante a maior parte de sua duração. O grupo se estabeleceu no cenário musical coreano em março de 2009 com o lançamento de "Lollipop", uma colaboração com colegas de gravadora Big Bang. O single atingiu o topo do Gaon Chart mensal em abril do mesmo ano.
"Fire", o debut single oficial do 2NE1, foi lançado em 6 de maio de 2009, chegando ao topo da parada de singles Gaon no mês em que foi lançado. A canção foi o lead single do EP de estreia do grupo, 2NE1 (2009), lançado em 8 de julho de 2009. Esse álbum atingiu o número um nas paradas coreanas e vendeu mais de 100.000 cópias no mês de estreia. "I Don't Care", o single promocional desse álbum, também alcançou o número um no Gaon. Depois de 2NE1 (2009), o grupo começou a promover os seus próprios singles solo, "Kiss", "You and I", e "Please Don't Go". Cada um deles ficou no top 10 da Coreia do Sul.
Em fevereiro de 2010, o grupo lançou seu quarto single como um grupo , "Try to Follow Me". 2NE1 lançou seu primeiro álbum de estúdio To Anyone em 9 de setembro de 2010. Foi ancorado por singles promocionais "Clap Your Hands", "Go Away", "Can't Nobody", e "It Hurts (Slow)". Cada single ficou no top 5 nas paradas sul-coreanas.
"Don't Stop the Music" foi o primeiro lançamento internacional oficial do 2NE1 e quinto single oficial como um grupo, sendo concebido como um "presente especial para os fãs tailandeses". Após o lançamento do seu segundo EP de mesmo nome, 2NE1 (2011), que gerou vários sucessos, tais como "Lonely" e "I Am the Best" 2NE1, voltou para paradas musicais coreanas com o lançamento de seu comeback single "I Love You" , que foi lançado em 5 de julho de 2012, e alcançou um "all-kill", o que indica a posição no.1 em todas as principais lojas de música digitais na Coreia, além de liderar as paradas de todas as paradas europeias e americanas eletrônicos do iTunes.
Ainda em 2012, o 2NE1 lançou o seu primeiro álbum em língua japonesa, "Collection". Em 2013, o grupo lançou três singles: Falling In Love, Do You Love Me e Missing You, todos com mais de seiscentas mil cópias vendidas na Coreia do Sul. No ano seguinte, o 2NE1 lançou o seu segundo álbum completo, intitulado "Crush", em japonês e em coreano. O disco teve como singles as músicas "Crush", "Come Back Home", "Happy" e "Gotta Be You".
Nos anos de 2015 e 2016, os únicos lançamentos do grupo ficaram por parte da integrante CL, que lançou seus dois singles solo, intitulados " Hello Bitches" e "Lifted". No final de 2016, a integrante Minzy anunciou a sua saída do grupo para demais projetos artísticos. As três integrantes remanescentes continuaram no grupo até a sua dissolução em janeiro de 2017, que ocorreu após o lançamento do single de despedida "Goodbye".

## Álbuns

### Álbuns de Estúdio
| Título | Detalhes do Álbum                                                                                          | Topo de Vendas | Topo de Vendas | Topo de Vendas | Topo de Vendas | Topo de Vendas | Vendas*                         |
| Título | Detalhes do Álbum                                                                                          | COR            | JPN            | TWN            | US             | US World       | Vendas*                         |
| Língua Coreana | Língua Coreana                                                                                             | Língua Coreana | Língua Coreana | Língua Coreana | Língua Coreana | Língua Coreana | Língua Coreana                  |
| --- | --- | -------------- | -------------- | -------------- | -------------- | -------------- | ------------------------------- |
| To Anyone | - Lançamento: 9 de Setembro de 2010 - Gravadoras: YG, Jakorea - Formatos: CD, download digital             | 1              | 27             | 16             | —              | 6              | - 170.000 - : 17.000            |
| Crush | - Lançamento: 26 de fevereiro de 2014 - Gravadoras: YG, Jakorea, KT Music - Formatos: CD, download digital | 2              | 36             | 9              | 61             | 2              | - : 72.000 - : 7.000 - : 10.000 |
| Língua Japonesa | |                |                |                |                |                |                                 |
| Collection | - Lançamento: 28 de março de 2012 - Gravadora: YGEX - Formatos: CD, download digital                       | 2              | 5              | —              | —              | 1              | - : 45.000                      |
| Crush | - Lançamento: 25 de junho de 2014 - Gravadora: YGEX - Formatos: CD, LP, DVD, download digital              | —              | 4              | —              | —              | —              | : 30.000                        |
| "—" denota lançamento não-gráfico ou não-lançado na região. *Vendas japonesas são fornecidas pelo banco de dados Oricon (assinatura requerida), arredondado para mais próximo de 100 cópias. | |                |                |                |                |                |                                 |

### Extended plays
| Título | Características                                                                                  | Topo de vendas | Topo de vendas | Topo de vendas | Topo de vendas | Topo de vendas | Vendas                 |
| Título | Características                                                                                  | COR            | JPN            | TWN            | US Heat        | US World       | Vendas                 |
| Língua coreana | Língua coreana                                                                                   | Língua coreana | Língua coreana | Língua coreana | Língua coreana | Língua coreana | Língua coreana         |
| --- | ------------------------------------------------------------------------------------------------ | -------------- | -------------- | -------------- | -------------- | -------------- | ---------------------- |
| 2NE1 1st Mini Album | - Lançamento : 8 de julho de 2009 - Gravadoras: YG, Rhythm Zone - Formatos: CD, download digital | 1              | 24             | 10             | —              | —              | - : 225.300 - : 17.000 |
| 2NE1 2nd Mini Album | - Lançamento: 28 de julho de 2011 - Gravadora: YG Entertainment - Formatos: CD, download digital | 1              | 26             | 12             | 34             | 4              | - : 115.000 - : 7.200  |
| Língua japonesa |                                                                                                  |                |                |                |                |                |                        |
| NOLZA | - Lançamento: 21 de setembro de 2011 - Gravadora: YGEX - Formatos: CD, download digital          | —              | 1              | —              | —              | —              | - : 50.000             |
| "—" denota lançamento não-gráfico ou não-lançado na região. *Vendas japonesas são fornecidas pelo banco de dados Oricon (assinatura requerida), arredondado para mais próximo de 100 cópias. |                                                                                                  |                |                |                |                |                |                        |

### Álbuns ao vivo
| Título                                                      | Detalhes do Álbum                                                                                  | Posição nas Paradas | Posição nas Paradas | Vendas                                                 |
| Título                                                      | Detalhes do Álbum                                                                                  | COR                 | JPN                 | Vendas                                                 |
| ----------------------------------------------------------- | -------------------------------------------------------------------------------------------------- | ------------------- | ------------------- | ------------------------------------------------------ |
| 2NE1 1st Live Concert NOLZA!                                | - Lançamento: 23 de Novembro de 2011 - Gravadora: YG Entertainment - Formato: CD, Download digital | 4                   | 14                  | - : 22.678                                             |
| 2012 2NE1 Global Tour: New Evolution (Live in Seoul)        | - Lançamento: 4 de dezembro de 2012 - Gravadora: YG Entertainment - Formato: CD, Download digital  | 5                   | 195                 | - : 60.000 (em setembro de 2014) - : 10,613 - : 27.000 |
| 2014 2NE1 WORLD TOUR LIVE CD [ALL OR NOTHING in SEOUL]      | - Lançamento: 23 de Maio de 2014 - Gravadora: YG Entertainment - Formato: CD, Download digital     | 5                   | 209                 | - : 8,900 - : 6.400                                    |
| "—" denota lançamento não-gráfico ou não-lançado na região. | |                     |                     |                                                        |

## Singles
| Título                                                                    | Ano        | Melhot Posição nos Charts | Melhot Posição nos Charts | Melhot Posição nos Charts | Melhot Posição nos Charts | Melhot Posição nos Charts | Melhot Posição nos Charts | Vendas                                     | Álbum               |
| Título                                                                    | Ano        | COR                       | COR Hot                   | JPN                       | JPN Hot                   | FRA                       | US World                  | Vendas                                     | Álbum               |
| Em Coreano                                                                | Em Coreano | Em Coreano                | Em Coreano                | Em Coreano                | Em Coreano                | Em Coreano                | Em Coreano                | Em Coreano                                 | Em Coreano          |
| ------------------------------------------------------------------------- | ---------- | ------------------------- | ------------------------- | ------------------------- | ------------------------- | ------------------------- | ------------------------- | ------------------------------------------ | ------------------- |
| "Fire"                                                                    | 2009       | —                         | —                         | —                         | —                         | —                         | —                         |                                            | 2NE1 1st Mini Album |
| "I Don't Care"                                                            | 2009       | —                         | —                         | —                         | —                         | —                         | —                         | - : 4.500.000                              | 2NE1 1st Mini Album |
| "Clap Your Hands"                                                         | 2010       | 3                         | —                         | —                         | —                         | —                         | 4                         | - : 1.841.000                              | To Anyone           |
| "Go Away"                                                                 | 2010       | 1                         | —                         | 12                        | 14                        | —                         | 6                         | - : 2.917.000 - : 21.150 (CD)              | To Anyone           |
| "Can't Nobody"                                                            | 2010       | 2                         | —                         | —                         | —                         | —                         | 2                         | - : 2.545.000                              | To Anyone           |
| "It Hurts (Slow)"                                                         | 2010       | 4                         | —                         | —                         | —                         | —                         | 7                         | - : 1.771.000                              | To Anyone           |
| "Lonely"                                                                  | 2011       | 1                         | —                         | —                         | —                         | —                         | —                         | - : 3.040.000                              | 2NE1 2nd Mini Album |
| "I Am The Best"                                                           | 2011       | 1                         | 12                        | —                         | 53                        | 61                        | 1                         | - : 3.704.000 - : 100.000 Ouro - : 12.000+ | 2NE1 2nd Mini Album |
| "Hate You"                                                                | 2011       | 3                         | 4                         | —                         | —                         | —                         | 2                         | - : 2.577.000                              | 2NE1 2nd Mini Album |
| "Ugly"                                                                    | 2011       | 1                         | 3                         | —                         | 18                        | —                         | 2                         | - : 3.300.000                              | 2NE1 2nd Mini Album |
| "Scream"                                                                  | 2012       | —                         | —                         | 14                        | 18                        | —                         | —                         | - : 7.000 (CD)                             | Collection          |
| "I Love You"                                                              | 2012       | 1                         | 1                         | 5                         | 29                        | —                         | 3                         | - : 2.883.000 - : 15.700 (CD) - : 5.000    | Singles sem Álbum   |
| "Falling in Love"                                                         | 2013       | 1                         | 2                         | —                         | —                         | —                         | 4                         | - : 885.000                                | Singles sem Álbum   |
| "Do You Love Me"                                                          | 2013       | 3                         | 2                         | —                         | —                         | —                         | 4                         | - : 638.000                                | Singles sem Álbum   |
| "Missing You"                                                             | 2013       | 1                         | 2                         | —                         | —                         | —                         | 2                         | - : 1.083.000                              | Singles sem Álbum   |
| "Come Back Home"                                                          | 2014       | 1                         | 2                         | —                         | —                         | —                         | 4                         | - : 1.300.000                              | Crush               |
| "Gotta Be You"                                                            | 2014       | 3                         | 4                         | —                         | —                         | —                         | 16                        | - : 931.000                                | Crush               |
| "Goodbye"                                                                 | 2017       | 23                        | —                         | —                         | —                         | 109                       | 1                         | - : 120.000 - : 5.000                      | Single sem Álbum    |
| "—" denota a inexistência da entrada no chart ou do lançamento na região. |            |                           |                           |                           |                           |                           |                           |                                            |                     |

### Singles Promocionais
| Título                                                                    | Ano        | Chart Pico | Vendas        | Álbum               |
| Título                                                                    | Ano        | JPN        | Vendas        | Álbum               |
| Em Japonês                                                                | Em Japonês | Em Japonês | Em Japonês    | Em Japonês          |
| ------------------------------------------------------------------------- | ---------- | ---------- | ------------- | ------------------- |
| "Lollipop" (com Big Bang)                                                 | 2009       | —          | - : 3.000.000 | 2NE1 1st Mini Album |
| "Try To Follow Me"                                                        | 2010       | 1          | - : 1.703.000 | To Anyone           |
| "—" denota a inexistência da entrada no chart ou do lançamento na região. |            |            |               |                     |

## Outras músicas com entradas nos charts
| Título                                                                    | Ano        | Melhor posição nos charts | Melhor posição nos charts | Melhor posição nos charts | Melhor posição nos charts | Vendas      | Álbum       |
| Título                                                                    | Ano        | COR                       | COR Hot                   | JPN                       | US World                  | Vendas      | Álbum       |
| Em Coreano                                                                | Em Coreano | Em Coreano                | Em Coreano                | Em Coreano                | Em Coreano                | Em Coreano  | Em Coreano  |
| ------------------------------------------------------------------------- | ---------- | ------------------------- | ------------------------- | ------------------------- | ------------------------- | ----------- | ----------- |
| "I'm Busy"                                                                | 2010       | 14                        | —                         | —                         | —                         | - : 902.101 | To Anyone   |
| "Love Is Ouch"                                                            | 2010       | 13                        | —                         | —                         | —                         | - : 903.293 | To Anyone   |
| "Don't Stop The Music"                                                    | 2011       | 3                         | —                         | —                         | 10                        | - : 618.778 | 2NE1 (2011) |
| "Crush"                                                                   | 2014       | 7                         | —                         | 9                         | 7                         | - : 987.941 | Crush       |
| "If I Were You"                                                           | 2014       | 8                         | —                         | 7                         | 24                        | - : 806.471 | Crush       |
| "Good to You"                                                             | 2014       | 11                        | —                         | 11                        | —                         | - : 344.805 | Crush       |
| "MTBD" (solo de CL)                                                       | 2014       | 15                        | —                         | 16                        | 9                         | - : 647.690 | Crush       |
| "Happy"                                                                   | 2014       | 14                        | —                         | 17                        | 15                        | - : 371.207 | Crush       |
| "Scream" (Korean Version)                                                 | 2014       | 17                        | —                         | 18                        | 20                        | - : 127.200 | Crush       |
| "Baby I Miss You"                                                         | 2014       | 16                        | —                         | 22                        | —                         | - : 281.236 | Crush       |
| "Come Back Home" (Unplugged Version)                                      | 2014       | 28                        | —                         | 39                        | —                         | - : 156.000 | Crush       |
| Em Japonês                                                                |            |                           |                           |                           |                           |             |             |
| "Like a Virgin"                                                           | 2012       | —                         | 79                        | —                         | —                         |             | Collection  |
| "—" denota a inexistência da entrada no chart ou do lançamento na região. |            |                           |                           |                           |                           |             |             |

## Aparições Especiais
| Ano  | Título                                          | Notas                                                            | Álbum      |
| ---- | ----------------------------------------------- | ---------------------------------------------------------------- | ---------- |
| 2010 | "Don't Stop The Music" (Yamaha Fiore ver.)      | Música em Coreano para o lançamento da Yamaha Fiore              | Sem Álbum  |
| 2012 | "Be Mine"                                       | Música em Inglês que fez parte do Intel Make Thumb Noise Project | Sem Álbum  |
| 2012 | "She's So (Outta Control)" (M-Flo feat. 2NE1)   | Música em Japonês                                                | Square One |
| 2013 | "Take The World On" (2NE1 feat. will.i.am)      | Música em Inglês para o lançamento do Intel Ultrabook            | Sem Álbum  |
| 2013 | "Gettin' Dumb" (will.i.am feat apl.de.ap, 2NE1) | Música em Inglês                                                 | #willpower |

## DVDs
| Ano  | Título                                | Notas                                                                       |
| ---- | ------------------------------------- | --------------------------------------------------------------------------- |
| 2011 | 1st Live Concert Nolza! Live in Seoul | - Lançamento: 21 de dezembro de 2011 - Gravadora: YG - Formato: DVD         |
| 2012 | 1st Japan Tour Nolza in Japan         | - Lançamento: 29 de fevereiro de 2012 - Gravadora: YGEX - Formato: DVD      |
| 2012 | 2NE1 TV Season 1 Box                  | - Lançamento: 21 de março de 2012 - Gravadora: YGEX - Formato: DVD          |
| 2012 | 2NE1 TV Season 2 Box                  | - Lançamento: 21 de março de 2012 - Gravadora: YGEX - Formato: DVD          |
| 2013 | New Evolution Global Tour in Seoul    | - Lançamento: 16 de janeiro de 2013 - Gravadora: YG - Formato: DVD          |
| 2013 | 2NE1 TV Season 3 Box                  | - Lançamento: 3 de março de 2013 - Gravadora: YGEX - Formato: DVD           |
| 2013 | New Evolution Global Tour in Japan    | - Lançamento: 13 de março de 2013 - Gravadora: YGEX - Formato: DVD, Blu-ray |

## Vídeos Musicais
| Ano  | Título                               | Diretor(es) | Referência |
| ---- | ------------------------------------ | --- | --- |
| 2009 | "Lollipop" (com Big Bang)            | Seo Hyun-seung | 2NE1, Big Bang (15 de maio de 2009). BIGBANG & 2NE1 - LOLLIPOP M/V (em coreano e inglês). YG Entertainment. Consultado em 7 de janeiro de 2018               |
| 2009 | Fire (space version)                 | Seo Hyun-seung | 2NE1 (5 de setembro de 2010). 2NE1 - FIRE (Space Ver.) M/V (em coreano e inglês). 2NE1. Consultado em 7 de janeiro de 2018                                   |
| 2009 | Fire (street version)                | Seo Hyun-seung | 2NE1 (5 de setembro de 2010). 2NE1 - FIRE (Street Ver.) M/V (em coreano e inglês). 2NE1. Consultado em 7 de janeiro de 2018                                  |
| 2009 | "I Don't Care"                       | Seo Hyun-seung | 2NE1 (5 de setembro de 2010). 2NE1 - I DON'T CARE M/V (em coreano e inglês). 2NE1. Consultado em 7 de janeiro de 2018                                        |
| 2009 | "Kiss" (solo de Dara)                | Seo Hyun-seung | Dara (5 de setembro de 2010). DARA - KISS M/V (em coreano e inglês). 2NE1. Consultado em 7 de janeiro de 2018                                                |
| 2009 | "You and I" (solo de Bom)            | Seo Hyun-seung | Park Bom (5 de setembro de 2010). PARK BOM - YOU AND I M/V (em coreano e inglês). 2NE1. Consultado em 7 de janeiro de 2018                                   |
| 2010 | "Follow Me"                          | Seo Hyun-seung | 2NE1 (11 de março de 2010). 2NE1 - FOLLOW ME(날 따라해봐요) M/V (em coreano e inglês). YG Entertainment. Consultado em 7 de janeiro de 2018                  |
| 2010 | "Clap Your Hands"                    | Seo Hyun-seung | 2NE1 (8 de setembro de 2010). 2NE1 - 박수쳐(CLAP YOUR HANDS) M/V (em coreano e inglês). 2NE1. Consultado em 7 de janeiro de 2018                             |
| 2010 | "Go Away"                            | Jae Eun-taek | 2NE1 (9 de setembro de 2010). 2NE1 - GO AWAY M/V (em coreano e inglês). 2NE1. Consultado em 7 de janeiro de 2018                                             |
| 2010 | "Can't Nobody"                       | Seo Hyun-seung | 2NE1 (11 de setembro de 2010). 2NE1 - CAN'T NOBODY M/V (em coreano e inglês). 2NE1. Consultado em 7 de janeiro de 2018                                       |
| 2010 | "It Hurts (Slow)"                    | Kim Hye-jeong | 2NE1 (31 de outubro de 2010). 2NE1 - 아파(IT HURTS) M/V (em coreano e inglês). 2NE1. Consultado em 7 de janeiro de 2018                                      |
| 2010 | "Don't Stop The Music"               | Desconhecido | 2NE1 (2 de dezembro de 2010). 2NE1 - DON'T STOP THE MUSIC (Yamaha 'Fiore' CF Theme Song) M/V (em coreano e inglês). 2NE1. Consultado em 7 de janeiro de 2018 |
| 2011 | "Lonely"                             | Han Sa-min | 2NE1 (11 de março de 2011). 2NE1 - LONELY M/V (em coreano e inglês). 2NE1. Consultado em 7 de janeiro de 2018                                                |
| 2011 | "Can't Nobody" (English version)     | Seo Hyun-seung | 2NE1 (7 de abril de 2011). 2NE1 - CAN'T NOBODY (English Ver.) M/V (em inglês). 2NE1. Consultado em 7 de janeiro de 2018                                      |
| 2011 | "Don't Cry" (solo de Bom)            | Desconhecido | Park Bom (20 de abril de 2011). PARK BOM - DON'T CRY M/V (em coreano e inglês). 2NE1. Consultado em 7 de janeiro de 2018                                     |
| 2011 | "I Am The Best"                      | Seo Hyun-seung | 2NE1 (27 de junho de 2011). 2NE1 - 내가 제일 잘 나가(I AM THE BEST) M/V (em coreano e inglês). 2NE1. Consultado em 7 de janeiro de 2018                      |
| 2011 | "I Am The Best" (Japanese version)   | Seo Hyun-seung | 2NE1 (15 de julho de 2011). [PV] 2NE1 - I AM THE BEST (Japanese Ver.) (em coreano e japonês). 2NE1. Consultado em 7 de janeiro de 2018                       |
| 2011 | "Hate You"                           | Mari Kim | 2NE1 (20 de julho de 2011). 2NE1 - HATE YOU M/V (em coreano e inglês). 2NE1. Consultado em 7 de janeiro de 2018                                              |
| 2011 | "Ugly"                               | Han Sa-min | 2NE1 (27 de julho de 2011). 2NE1 - UGLY M/V (em coreano e inglês). 2NE1. Consultado em 7 de janeiro de 2018                                                  |
| 2011 | "Hate You" (Japanese version)        | Mari Kim | 2NE1 (9 de agosto de 2011). [PV] 2NE1 - HATE YOU (Japanese Ver.) (em japonês e inglês). 2NE1. Consultado em 7 de janeiro de 2018                             |
| 2011 | "Ugly" (Japanese version)            | Han Sa-min | 2NE1 (26 de agosto de 2011). [PV] 2NE1 - UGLY (Japanese Ver.) (em japonês e inglês). 2NE1. Consultado em 7 de janeiro de 2018                                |
| 2011 | "Lonely" (Japanese version)          | Han Sa-min | 2NE1 (20 de setembro de 2011). [PV] 2NE1 - LONELY (Japanese.Ver) Short.ver (em japonês e inglês). 2NE1. Consultado em 7 de janeiro de 2018                   |
| 2011 | "Go Away" (Japanese version)         | Jae Eun-taek | 2NE1 (17 de novembro de 2011). [PV] 2NE1 - GO AWAY (Japanese Ver.) Short Ver. (em japonês e inglês). 2NE1. Consultado em 7 de janeiro de 2018                |
| 2012 | "Scream"                             | Desconhecido | 2NE1 (5 de março de 2012). 2NE1 / SCREAM (Short Ver.) (em coreano e inglês). avex. Consultado em 7 de janeiro de 2018                                        |
| 2012 | "Be Mine" (Intel Project)            | 2NE1 (5 de junho de 2012). 2NE1 - BE MINE inspired by INTEL "Make Thumb Noise" Project (em coreano e inglês). 2NE1. Consultado em 7 de janeiro de 2018 | |
| 2012 | "I Love You"                         | Seo Hyun-seung | 2NE1 (6 de julho de 2012). 2NE1 - I LOVE YOU M/V (em coreano e inglês). 2NE1. Consultado em 7 de janeiro de 2018                                             |
| 2012 | "I Love You"                         | Seo Hyun-seung | 2NE1 (30 de julho de 2012). [PV] 2NE1 - I LOVE YOU (Japanese Ver.) Short Ver. (em japonês e inglês). 2NE1. Consultado em 7 de janeiro de 2018                |
| 2013 | "The Baddest Female" (Solo de CL)    | Seo Hyun-seung | CL (27 de maio de 2013). CL - 나쁜 기집애(THE BADDEST FEMALE) M/V (em coreano e inglês). 2NE1. Consultado em 7 de janeiro de 2018                            |
| 2013 | "Falling in Love"                    | Sa Min Han | 2NE1 (7 de julho de 2013). 2NE1 - FALLING IN LOVE M/V (em coreano e inglês). 2NE1. Consultado em 7 de janeiro de 2018                                        |
| 2013 | "Do You Love Me"                     | Seo Hyun-seung | 2NE1 (7 de agosto de 2013). 2NE1 - DO YOU LOVE ME M/V (em coreano e inglês). 2NE1. Consultado em 7 de janeiro de 2018                                        |
| 2013 | "Missing You"                        | Sa Min Han | 2NE1 (20 de novembro de 2013). 2NE1 - 그리워해요(MISSING YOU) M/V (em coreano e inglês). 2NE1. Consultado em 7 de janeiro de 2018                            |
| 2014 | "Come Back Home"                     | Dee Shin | 2NE1 (2 de março de 2014). 2NE1 - COME BACK HOME M/V (em coreano e inglês). 2NE1. Consultado em 7 de janeiro de 2018                                         |
| 2014 | "Happy"                              | Sa Min Han | 2NE1 (2 de março de 2014). 2NE1 - HAPPY M/V (em coreano e inglês). 2NE1. Consultado em 7 de janeiro de 2018                                                  |
| 2014 | "Gotta Be You"                       | Sa Min Han | 2NE1 (20 de maio de 2014). 2NE1 - 너 아님 안돼 (GOTTA BE YOU) M/V (em coreano e inglês). 2NE1. Consultado em 7 de janeiro de 2018                            |
| 2014 | "Falling in Love" (Japanese Version) | Sa Min Han | 2NE1 (17 de junho de 2014). 2NE1 - FALLING IN LOVE (Japanese Ver.) Short Ver. (em japonês e inglês). 2NE1. Consultado em 7 de janeiro de 2018                |
| 2014 | "Do You Love Me" (Japanese Version)  | Seo Hyun-seung | 2NE1 (18 de junho de 2014). 2NE1 - DO YOU LOVE ME (Japanese Ver.) Short Ver. (em japonês e inglês). 2NE1. Consultado em 7 de janeiro de 2018                 |
| 2014 | "Missing You" (Japanese Version)     | Seo Hyun-seung | 2NE1 (19 de junho de 2014). 2NE1 - MISSING YOU (Japanese Ver.) Short Ver. (em japonês e inglês). 2NE1. Consultado em 7 de janeiro de 2018                    |
| 2014 | "Happy" (Japanese Version)           | Sa Min Han | 2NE1 (20 de junho de 2014). 2NE1 - HAPPY (Japanese Ver.) Short Ver. (em japonês e inglês). 2NE1. Consultado em 7 de janeiro de 2018                          |
| 2014 | "Gotta Be You" (Japanese Version)    | Sa Min Han | 2NE1 (23 de junho de 2014). NE1 - GOTTA BE YOU (Japanese Ver.) Short Ver. (em japonês e inglês). 2NE1. Consultado em 7 de janeiro de 2018                    |
| 2014 | "Come Back Home" (Japanese Version)  | Dee Shin | 2NE1 (24 de junho de 2014). 2NE1 - COME BACK HOME (Japanese Ver.) Short Ver. (em japonês e inglês). 2NE1. Consultado em 7 de janeiro de 2018                 |
| 2014 | "Crush" (Japanese Version)           | Seo Hyun-seung | 2NE1 (25 de junho de 2014). 2NE1 - CRUSH (Japanese Ver.) M/V (em japonês e inglês). 2NE1. Consultado em 7 de janeiro de 2018                                 |
| 2015 | "Hello Bitches" (solo de CL)         | Desconhecido | CL (21 de novembro de 2015). CL - ‘HELLO BITCHES’ DANCE PERFORMANCE VIDEO (em coreano e inglês). 2NE1. Consultado em 7 de janeiro de 2018                    |
| 2016 | "Lifted" (solo de CL)                | Desconhecido | CL (18 de agosto de 2016). CL - 'LIFTED' M/V (em inglês). CL. Consultado em 7 de janeiro de 2018                                                             |
| 2017 | "Goodbye"                            | Desconhecido | 2NE1 (20 de janeiro de 2017). 2NE1 - '안녕 (GOODBYE)' M/V (em coreano e inglês). 2NE1. Consultado em 7 de janeiro de 2018                                    |